# Campeonato Africano de Atletismo de 1988
A 5ª edição do Campeonato Africano de Atletismo foi organizado pela Confederação Africana de Atletismo no período de 29 de agosto a 2 de setembro de 1988 no Stade 19 Mai 1956, em Annaba, na Argélia. Foram disputadas 41 provas, num total de 341 atletas de 30 nacionalidades. 

## Medalhistas

### Masculino
| Evento                  | Ouro                          | Ouro     | Prata                            | Prata    | Bronze                           | Bronze   |
| ----------------------- | ----------------------------- | -------- | -------------------------------- | -------- | -------------------------------- | -------- |
| 100 metros              | John Myles-Mills · Gana       | 10.25    | Charles-Louis Seck · Senegal     | 10.29    | Iziak Adeyanju · Nigéria         | 10.34    |
| 200 metros              | Davidson Ezinwa · Nigéria     | 20.97    | Emmanuel Tuffour · Gana          | 21.00    | Mustapha Kamel Selmi · Argélia   | 21.21    |
| 400 metros              | Innocent Egbunike · Nigéria   | 45.43    | Gabriel Tiacoh · Costa do Marfim | 45.86    | Moses Ugbisie · Nigéria          | 46.04    |
| 800 metros              | Babacar Niang · Senegal       | 1:46.99  | Getahun Ayana · Etiópia          | 1:47.46  | Ahmed Belkessam · Argélia        | 1:47.49  |
| 1 500 metros            | Getahun Ayana · Etiópia       | 3:42.77  | Mahmoud Kalboussi · Tunísia      | 3:43.44  | Mustapha Lachaal · Marrocos      | 3:43.48  |
| 5 000 metros            | Brahim Boutayeb · Marrocos    | 13:49.69 | Haji Bulbula · Etiópia           | 13:50.08 | Mohamed Issangar · Marrocos      | 14:02.25 |
| 10 000 metros           | Brahim Boutayeb · Marrocos    | 28:55.28 | Haji Bulbula · Etiópia           | 29:04.65 | Mohamed Choumassi · Marrocos     | 29:30.59 |
| Maratona                | Dereje Nedi · Etiópia         | 2:27:51  | Allaoua Khélil · Argélia         | 2:28:11  | Kebede Balcha · Etiópia          | 2:29:04  |
| 110 metros barreiras    | Noureddine Tadjine · Argélia  | 14.33    | Marcelin Dally · Costa do Marfim | 14.35    | Zouhair Khazine · Marrocos       | 14.46    |
| 400 metros barreiras    | Amadou Dia Bâ · Senegal       | 48.81    | Henry Amike · Nigéria            | 49.36    | Hamidou Mbaye · Senegal          | 50.27    |
| 3 000 metros obstáculos | Azzedine Brahmi · Argélia     | 8:26.56  | Abdelaziz Sahere · Marrocos      | 8:27.30  | Kamel Benlakhlef · Argélia       | 8:38.21  |
| 4×100 metros estafetas  | Nigéria                       | 39.27    | Gana                             | 39.44    | Senegal                          | 39.66    |
| 4×400 metros estafetas  | Etiópia                       | 3:07.11  | Costa do Marfim                  | 3:08.45  | Burundi                          | 3:09.11  |
| 20 km marcha            | Mohamed Bouhalla · Argélia    | 1:27:43  | Abdelwahab Ferguène · Argélia    | 1:34:07  | Arezki Boumrar · Argélia         | 1:41:46  |
| Salto em altura         | Boubacar Guèye · Senegal      | 2.16     | Paul Ngadjadoum · Chade          | 2.16     | Fred Salle · Camarões            | 2.13     |
| Salto à vara            | Choukri Abahnini · Tunísia    | 4.90     | Mejdi Drine · Tunísia            | 4.80     | Samir Agsous · Argélia           | 4.80     |
| Salto em comprimento    | Yusuf Alli · Nigéria          | 7.78     | Fred Salle · Camarões            | 7.53     | Lotfi Khaïda · Argélia           | 7.51     |
| Salto triplo            | António Santos · Angola       | 16.43    | Lotfi Khaïda · Argélia           | 16.22    | Fethi Khelid Aboud · Líbia       | 16.00    |
| Lançamento do peso      | Ahmed Mohamed Ashoush · Egito | 19.40    | Ahmed Kamel Shata · Egito        | 19.00    | Adewale Olukoju · Nigéria        | 17.70    |
| Lançamento do disco     | Adewale Olukoju · Nigéria     | 62.12    | Hassan Ahmed Hamad · Egito       | 55.94    | Yacine Louail · Argélia          | 47.72    |
| Lançamento do martelo   | Hakim Toumi · Argélia         | 69.06    | Djamel Zouiche · Argélia         | 63.92    | Sherif Farouk El Hennawi · Egito | 59.28    |
| Lançamento do dardo     | Justin Arop · Uganda          | 74.52    | Tarek Chaabani · Tunísia         | 67.50    | Samir Ménouar · Argélia          | 64.62    |
| Decatlo                 | Mahmoud Aït Ouhamou · Argélia | 7160     | Mourad Mahour Bacha · Argélia    | 7128     | Abdennacer Moumen · Marrocos     | 7051     |

### Feminino
| Evento                 | Ouro                            | Ouro     | Prata                               | Prata    | Bronze                               | Bronze   |
| ---------------------- | ------------------------------- | -------- | ----------------------------------- | -------- | ------------------------------------ | -------- |
| 100 metros             | Mary Onyali · Nigéria           | 11.25    | Falilat Ogunkoya · Nigéria          | 11.51    | Lalao Ravaonirina · Madagascar       | 11.54    |
| 200 metros             | Falilat Ogunkoya · Nigéria      | 23.33    | Martha Appiah · Gana                | 23.72    | Veronica Bawuah · Gana               | 24.35    |
| 400 metros             | Airat Bakare · Nigéria          | 52.15    | Célestine N'Drin · Costa do Marfim  | 52.77    | Mercy Addy · Gana                    | 52.88    |
| 800 metros             | Hassiba Boulmerka · Argélia     | 2:06.16  | Maria de Lurdes Mutola · Moçambique | 2:06.55  | Sheila Seebaluck · Maurícia          | 2:08.26  |
| 1 500 metros           | Hassiba Boulmerka · Argélia     | 4:12.14  | Fatima Aouam · Marrocos             | 4:12.57  | Getenesh Urge · Etiópia              | 4:17.61  |
| 3 000 metros           | Fatima Aouam · Marrocos         | 8:59.19  | Josiane Boullé · Maurícia           | 9:14.37  | Tigist Moreda · Etiópia              | 9:15.92  |
| 10 000 metros          | Marcianne Mukamurenzi · Ruanda  | 33:03.98 | Hassania Darami · Marrocos          | 33:41.75 | Malika Benhabylès · Argélia          | 35:41.80 |
| 100 metros barreiras   | Maria Usifo · Nigéria           | 13.71    | Dinah Yankey · Gana                 | 13.94    | Yasmina Azzizi · Argélia             | 14.08    |
| 400 metros barreiras   | Maria Usifo · Nigéria           | 56.74    | Ruth Kyalisima · Uganda             | 57.32    | Marie Womplou · Costa do Marfim      | 57.60    |
| 4×100 metros estafetas | Gana                            | 44.68    | Costa do Marfim                     | 45.59    | Senegal                              | 46.45    |
| 4×400 metros estafetas | Uganda                          | 3:37.74  | Costa do Marfim                     | 3:38.30  | Marrocos                             | 3:50.25  |
| 5 km marcha            | Sabiha Mansouri · Argélia       | 25:51.70 | Dalila Frihi · Argélia              | 27:06.20 | Kheïra Sadat · Argélia               | 29:19.30 |
| Salto em altura        | Lucienne N'Da · Costa do Marfim | 1.80     | Constance Senghor · Senegal         | 1.68     | Salimata Coulibaly · Costa do Marfim | 1.68     |
| Salto em comprimento   | Juliana Yendork · Gana          | 5.70     | Néné Sangharé · Senegal             | 5.68     | Fatou Tambédou · Senegal             | 5.56     |
| Arremesso de peso      | Hanan Ahmed Khaled · Egito      | 15.02    | Souad Malloussi · Marrocos          | 14.85    | Jeanne Ngô Minyemeck · Camarões      | 13.92    |
| Lançamento do disco    | Grace Apiafi · Nigéria          | 50.60    | Hanan Ahmed Khaled · Egito          | 47.58    | Zoubida Laayouni · Marrocos          | 47.50    |
| Lançamento do dardo    | Yasmina Azzizi · Argélia        | 48.82    | Samia Djémaa · Argélia              | 45.74    | Schola Mujawamaria · Uganda          | 44.86    |
| Heptatlo               | Yasmina Azzizi · Argélia        | 5740     | Marie-Lourdes Ally Samba · Maurícia | 4821     | Huda Hashem Ismail · Egito           | 4289     |

## Quadro de medalhas
| Ordem | País            | Medalha de ouro | Medalha de prata | Medalha de bronze | Total |
| ----- | --------------- | --------------- | ---------------- | ----------------- | ----- |
| 1     | Nigéria         | 11              | 2                | 3                 | 16    |
| 2     | Argélia         | 10              | 7                | 11                | 28    |
| 3     | Marrocos        | 3               | 4                | 7                 | 14    |
| 4     | Gana            | 3               | 4                | 2                 | 9     |
| 5     | Senegal         | 3               | 3                | 4                 | 10    |
| 6     | Etiópia         | 3               | 3                | 3                 | 9     |
| 7     | Egito           | 2               | 3                | 2                 | 7     |
| 8     | Uganda          | 2               | 1                | 1                 | 4     |
| 9     | Costa do Marfim | 1               | 6                | 2                 | 9     |
| 10    | Tunísia         | 1               | 3                | 0                 | 4     |
| 11    | Ruanda          | 1               | 0                | 0                 | 1     |
| 11    | Angola          | 1               | 0                | 0                 | 1     |
| 13    | Maurícia        | 0               | 2                | 1                 | 3     |
| 14    | Camarões        | 0               | 1                | 2                 | 3     |
| 15    | Moçambique      | 0               | 1                | 0                 | 1     |
| 15    | Chade           | 0               | 1                | 0                 | 1     |
| 17    | Madagascar      | 0               | 0                | 1                 | 1     |
| 17    | Líbia           | 0               | 0                | 1                 | 1     |
| 17    | Burundi         | 0               | 0                | 1                 | 1     |

Legenda
| Recorde mundial       | Recorde mundial (World record)               |                       | Recorde africano                      | Recorde africano (African) |                                           | Q | Classificado por posição (Qualified) |
| Recorde do campeonato | Recorde do campeonato (Championship record)  | Recorde da América    | Recorde da América (Americas)         | q                          | Classificado por melhor tempo (Qualified) |   |                                      |
| Melhor marca do ano   | Melhor marca do ano (World leading)          | Recorde asiático      | Recorde asiático (Asian)              | DNS                        | Não largou (Did not start)                |   |                                      |
| Recorde nacional      | Recorde nacional (National record)           | Recorde europeu       | Recorde europeu (European)            | DNF                        | Não terminou (Did not finish)             |   |                                      |
| Recorde pessoal       | Recorde pessoal do atleta (Personal best)    | Recorde da Oceania    | Recorde da Oceania (Oceania)          | DSQ / DQ                   | Desclassificado (Disqualified)            |   |                                      |
| Recorde da temporada  | Recorde da temporada do atleta (Season best) | Recorde sul-americano | Recorde sul-americano (South America) | NM                         | Sem marca (No mark)                       |   |                                      |